# Štitnjak
Štitnjak je naselje u Republici Hrvatskoj u Požeško-slavonskoj županiji, u sastavu grada Požege.

## Zemljopis
Štitnjak je smješten oko 5 km sjeverno od Požege, susjedna naselja su Marindvor na zapadu i Golobrdci na istoku.
Sovinjak je malo jezero i ribnjak u blizini.

## Stanovništvo
Prema popisu stanovništva iz 2011. godine Štitnjak je imao 54 stanovnika.
| broj stanovnika | 86    | 88    | 81    | 103   | 115   | 117   | 111   | 101   | 132   | 121   | 152   | 95    | 77    | 60    | 59    | 54    | 44    |
|                 | 1857. | 1869. | 1880. | 1890. | 1900. | 1910. | 1921. | 1931. | 1948. | 1953. | 1961. | 1971. | 1981. | 1991. | 2001. | 2011. | 2021. |